# مارك أ. براون
مارك أ. براون (بالإنجليزية: Mark A. Brown)‏ هو شخصية أعمال أمريكي، ولد في 10 فبراير 1961 في اتلانتيك سيتي في الولايات المتحدة.